# Pámpidos

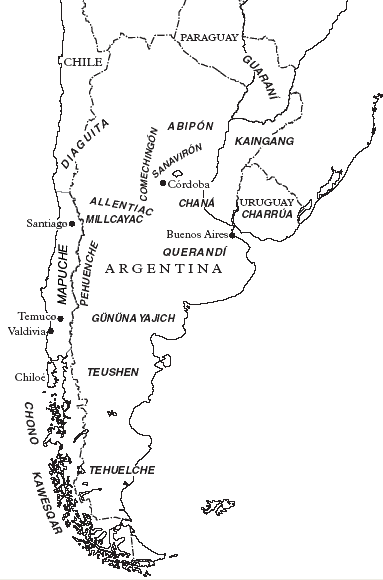
Distribución aproximada de lenguas en el extremo meridional de Sudamérica en tiempos de la Conquista (circa 1500 DEC).

Según la clasificación de José Imbelloni el término pámpido es un nombre genérico referente a los tipos de humanos de Sudamérica que habitaban la región chacopampeana, la Patagonia oriental y desde el siglo XIV el norte y centro de la isla Grande de Tierra del Fuego, Los pámpidos figuran en la clasificación de Salvador Canals Frau -más reciente que la de Imbelloni- con el nombre de patagónidos.

## Descripción
Su modo de vida era principalmente cazador recolector, para nutrirse se dedicaban especialmente a la caza menor y a la caza mayor:  guanacos, ñandúes, corzuelas, huemules, pecaríes e incluso depredadores focales como el jaguar o el puma, de acuerdo con el lugar en donde vivían. Se conoce que algunos europeos quedaban asombrados en tiempos de la "Conquista" al observar a diversos cazadores de etnias pámpidas en ocasiones capturar corriendo a los animales a los que previamente solían rodear grupalmente.
Adaptados a este tipo de vida cazadora recolectora trashumante, uno de los rasgos típicos de los pámpidos ha sido y es poseer estaturas elevadas (como las que sorprendieron a la expedición de Fernando de Magallanes en la Patagonia en 1520) o bastante elevadas (como por ejemplo suele ocurrir entre los qom cuando están bien nutridos desde la infancia), a las tallas elevadas se han solido aunar los cuerpos fornidos y esbeltos.
Gran parte de los pámpidos que lograron ser libres de la dominación española lograron muy pronto formar complejos ecuestres al aprender a domeñar los caballos salvajes procedentes de los cimarrones de procedencia europea. Los caballos en muchos casos les sirvieron de alimento, aunque principalmente supieron utilizarlos como monturas para la caza de otros animales (por ejemplo los qom desde los caballos cazaban a flechazos a los toros también de origen europeo).
Tras la conquista española iniciada hacia 1530 los pámpidos fueron territorialmente divididos en dos por una cuña que separaba las zonas de bosques y parques chaqueños por el norte y la parte sur de la región pampeana y toda la Patagonia por el sur, y a los charrúas de la Banda Oriental por el este.
Entre los inicios del siglo XVI y el siglo XVIII gran parte de los pámpidos fueron casi aniquilados al contagiarse de viruela, sarampión y ciertas cepas de gripe o influenza ante las cuales carecían de inmunidad.

## Clasificaciones
El naturalista francés Alcide d'Orbigny (1802-1857) fue el primero en distinguir lo que llamó raza pampeana en Voyage dans l'Amerique Méridionale de 1834, señalando que se extendía desde Venezuela hasta la Patagonia y que su tez era de color morado-oliva pronunciado y su estatura era superior a los 166 cm.
El también francés Joseph Deniker (1852-1918) en The races of man: an outline of anthropology and ethnography de 1900, distinguió lo que llamó raza Patagonne.
El alemán Egon von Eickstedt (1892-1965) en Rassenkunde und Rassengeschichte der Menschheit de 1937, consideró a todos los amerindios como una especialización particular de la raza mongólica, diferenciando entre ellos a la Patagonide Rasse.
El italiano Renato Biasutti (1878-1965) en Le razze e i popoli della terra de 1941, señaló a la Razze Pampidi.
El ítalo-argentino José Imbelloni (1885-1967) en El poblamiento primitivo de Ámerica de 1943, propuso el origen múltiple del hombre en América, distinguiendo tres orígenes para las razas americanas: asiático premongol (australoides), oceánico (de mezcla mongólica) y asiático reciente (más o menos mongólica). Imbelloni ubicó a los pámpidos entre los asiáticos premongoles o australoides, que supuso ingresaron a América por el puente de Beringia. Señaló como hábitat de los pámpidos a todo el Chaco, las Pampas y la Patagonia, incluyendo a los selknam de Tierra del Fuego, los charrúas del Uruguay y Entre Ríos y al grupo bororó del Mato Grosso (separado del resto por la intromisión guaranítica). Los relacionó con los plánidos y los sonóridos de América del Norte como diferenciaciones locales de una única raza originaria. Señaló que su tipo craneal es dolicocefálo (cabeza larga y delgada) y leptorrino (nariz angosta). Su estatura promedio es de 173 a 185 cm en la Patagonia, 173 en los hombres y 160 en las mujeres entre los onas y de 160 a 170 cm en los hombres y 155 las mujeres del Chaco.
El hispano-argentino Salvador Canals Frau (1893-1958) en Las poblaciones indígenas de la Argentina de 1953, presentó una nueva clasificación de lo que llamó tipos raciales. Canals Frau coincide con Imbelloni respecto de los pámpidos, que él llamó patagónidos. Los consideró, sin embargo, derivados de los huárpidos por especificación y mutación en los desiertos patagónicos. Señaló que son de complexión atlética, su cráneo es dolicoide y alto y su cara alargada. Su nariz es mesorrina (mediana) y su estatura elevada: 178 cm en promedio para los hombres y 168 para las mujeres. En los mapas Canals Frau ubicó a los patagónidos desde Tierra del Fuego al centro de Brasil, incluyendo la Patagonia, la región pampeana, Uruguay, el área central chaqueña y el Mato Grosso.

## Pueblos pámpidos
Dentro de los pámpidos estarían:
- Los hets o "pampas antiguos" (incluyendo a los querandíes [comedores de grasa según los guaraníes]), y a los charrúas (muy influenciados culturalmente en el siglo XVI por los invasores amazonidos guaraníes que ocupaban la Pampa húmeda).

- Los "patagones" del norte o gününa-këna, gennakenk (desde el centro sur de la actual provincia de Buenos Aires) o luego llamados por los mapuches como puelches (hombres del este) propiamente dichos, que habitaban en la Pampa seca.

- Los patagones del sur: o tehuelches o tsonk subdivididos dentro del área continental americana en tsonk (luego apodados por los mapuches como "tehuelches" [gente arisca]) septentrionales o teushen y meridionales o aonikenk.

- - Un conjunto diferenciado de los aonikenk fueron los sélknam (vulgarmente apelados onas, por eso al territorio fueguino que habitaban se le llamó ocasionalmente Onishim) que se establecieron desde el siglo XV en las llanuras y estepas septentrionales de la isla de Tierra del Fuego e incluso llegando a avanzar hasta las zonas extremo sudorientales de bosques y turberas de tal gran isla en donde quizás con pueblos fueguinos preexistentes desde hacía miles de años crearon la etnia mixogénica de los aush o mannekenk.

En la región chaqueña, de sur a norte, se encontraban los:
- Sanavirones (o salavinones) que llegaron a invadir poco antes de la conquista española gran parte de los territorios de los henia-kamiare (vulgarmente llamados comechingones) y parte del norte de la región pampeana húmeda aunque su etnogénesis procedía del interfluvio río Dulce (o Petri) y río Salado del Norte, zona en donde recibieron muchos influjos culturales desde la región andina, influjos que se reforzaron lingüísticamente tras la invasión quechua (ándida) del siglo XV.

- Los mokoit o mocovíes (aproximadamente en el sureste de la actual provincia de Santiago del Estero y noroeste de la provincia de Santa Fe y extremo noreste de la provincia de Córdoba);

- Los abipones (que parecen haber recibido muchos influjos culturales y genéticos amazonidos) en el noreste de la provincia de Santa Fe y en el este de la provincia del Chaco.

- Los qom o tobas, en la mayor parte de la región hoy llamada Chaco Austral y en parte del Chaco Central.

- En cuanto a las etnias intermedias entre el Chaco Austral y los Andes motejadas por los invasores quechuas con el apodo de surí y por esto luego llamadas por los europeos xuries y juríes, parecen haber sido hacia la época de la conquista española (siglo XVI) muy mixogénicas de pámpidos, ándidos, huarpidos e incluso amazónidos, aunque también entre sus integrantes se destacaban los individuos de (para la época) elevadas tallas (más de 170 cm de altura) como ocurría con los tonocotés (que habitaban en el centro y oeste de Santiago del Estero y el este de la provincia de Tucumán) e incluso los lules), en todo caso los toconotés como los lules parecen evidenciar muchos rasgos o influencias culturales ándidas y amazónidas pese a su origen pámpido.

- Los llamados por los guaraníes como payaguás hacia el siglo XVI habitaban aún en las confluencias de los ríos Paraguay y Pilcomayo, aunque superados numéricamente por los amazónidos agricultores (horticultores) avá (o guaraníes) tendían a retroceder hacia el interior de la región chaqueña).

- Los agaces aún no están bien clasificados etnográficamente aunque parecen haber sido una etnia mixogénica de pámpidos sobre sustratos yes o láguidos, que habitó gran parte del hoy llamado Paraguay Oriental hasta que fueron exterminados, o absorbidos o transculturados por los guaraníes.

- En líneas generales los pueblos llamados por los guaraníes con el nombre insultante de guaykurús o guaicurúes (entre los que se incluyen a los ya citados qom y payaguás) pese a tener en gran medida idiomas que son asociados con la de los llamados insultantemente por los quechuas "matacos" (wichís) suelen ser pámpidos (lo cual no es estrictamente el caso de los wichís aunque sí el de los qom) y así muchos de los apodados por los guaraníes con el mote peyorativo de mbayás (palabra que se traduce del aváñeé o guaraní aproximadamente como "salvajes"). Entre los más septentrionales de los pámpidos se consideran a los kadiwéu o caduveos pueblo que habitó el Chaco Boreal y que luego de invadir territorios al este del río Paraguay, se encuentra (muy mezclado con gentes de otros linajes) en las fronteras actuales de Brasil con Paraguay.

Dado que las grandes llanuras septentrionales del Chaco no formaban un límite demasiado concreto, la presencia de los pámpidos incluyó las zonas de Chiquitanía donde ya se mezclaban con amazónidos.